# アクチニジン
アクチニジンは、セイヨウカノコソウ(Valeriana officinalis)の葉とマタタビ精油に含まれるピリジン誘導体。昆虫のフェロモンでもある。ネペタラクトンと同様のネコフェロモンとしての効果がある。